# Viceammiraglio
Il viceammiraglio è un grado militare presente nella maggior parte delle marine militari dei vari paesi del mondo, corrispondente nella maggior parte di queste a quello di ammiraglio di squadra.

## Storia
Nel Regno delle Due Sicilie il viceammiraglio era un principe di Borbone fratello del Re ed era il Comandante Generale dell'Armata di Mare. Il viceammiraglio reggeva l'Ammiragliato, organo supremo dell'Armata di Mare, affiancato da un Consiglio dell'Ammiragliato.
Sin dall'unità d'Italia i gradi di ammiraglio erano stati solo tre, salvo l'istituzione verso la fine della prima guerra mondiale di quello provvisorio di sottoammiraglio.

## Caratteristiche
È secondo o, in alcuni paesi, il terzo grado degli ufficiali ammiragli, di solito superiore al contrammiraglio e subordinato all'ammiraglio. Il grado corrisponde secondo le marine di appartenenza a quello di ammiraglio di squadra o, in qualche caso, di ammiraglio di divisione della Marina Militare. In Francia esiste anche il "viceammiraglio di squadra" (vice-amiral d'escadre), superiore al viceammiraglio e subordinato all'ammiraglio, che tuttavia non è un vero e proprio grado, ma corrisponde ad una mansione, mentre il grado di ammiraglio è onorifico.
Originariamente, al viceammiraglio era assegnato il comando dell'avanguardia di un gruppo di navi, mentre il contrammiraglio comandava la retroguardia e l'ammiraglio, al centro, l'intero gruppo.

## Nel mondo

### Italia
Negli stati preunitari nel Regno delle due Sicilie, il comandante generale o supremo del corpo della Real Marina delle Due Sicilie, anche detta Real Armata assumeva il titolo di Viceammiraglio della Real Marina del Regno delle Due Sicilie. 
Nel tempo il titolo venne riservato ad un familiare prossimo o fratello del Re, che veniva posto al comando dell'organo di gestione: l'Ammiragliato.
Dopo la proclamazione del Regno d'Italia, nella Regia Marina, precedentemente alla prima guerra mondiale, i gradi degli ammiragli erano quelli di contrammiraglio, viceammiraglio e ammiraglio. 
Dopo la battaglia di Lissa il comandante della flotta italiana, l'ammiraglio Persano, venne sottoposto a giudizio e privato del grado, e per lungo tempo nessun ufficiale ricopri il grado di ammiraglio e pertanto viceammiraglio è stato a lungo il grado più alto della Regia Marina. 
Solamente al termine della prima guerra mondiale, con motu proprio del Re Vittorio Emanuele III del 6 novembre 1918, Paolo Thaon di Revel, Comandante in Capo delle Forze Navali mobilitate nel corso del conflitto e Capo di Stato Maggiore della Marina venne promosso al grado di Ammiraglio. Nel 1924 venne inoltre istituito il grado di grande ammiraglio, titolo onorifico conferito unicamente all'Ammiraglio Paolo Thaon di Revel.
Grado equivalente venne istituito nel 1878 per il corpo del genio navale con la denominazione di ispettore generale delle costruzioni navali, poi sostituito con il grado di tenente generale nel 1904. Tra il personale di macchina nel 1913 venne istituito il grado di tenente generale macchinista, per il corpo delle armi navali nel 1918 quello di tenente generale e nel 1904 per il corpo sanitario quello di tenente generale medico e per il Corpo di commissariato militare marittimo quello di tenente generale commissario.
Nel corso della prima guerra mondiale venne creato nel 1918 il grado di sottoammiraglio, a livello gerarchico superiore al capitano di vascello e inferiore al contrammiraglio, omologo del grado di commodoro esistente in molte marine, grado che venne abolito con il regio decreto n. 2395 dell'11 novembre 1923, «Ordinamento gerarchico dell'Amministrazione dello Stato» con cui vennero modificati assieme agli altri vertici delle forze armate del Regno i gradi degli ammiragli, con il grado di viceammiraglio diviso in due gradi distinti, ovvero in "viceammiraglio di armata" e "viceammiraglio di squadra", Distintivi di grado, insegne e onori per i nuovi gradi vennero specificati con il Foglio d'ordini del 7 dicembre 1923 all'articolo 4. La bandiera quadra del "viceammiraglio di armata" veniva issata sulla cima dell'albero di maestra. La bandiera quadra del "viceammiraglio di squadra" veniva issata sulla cima dell'albero di trinchetto. Al grado di viceammiraglio d'armata furono elevati Amero d'Aste, Vittorio Cerri, Umberto Cagni, Enrico Millo, Emilio Solari, Alfredo Acton, Diego Simonetti, Gustavo Nicastro.
Relativamente ai gradi del personale non di coperta dove il grado apicale era equivalente al "viceammiraglio di squadra" per il genio navale il grado equivalente divenne generale ispettore delle costruzioni navali, per gli ufficiali macchinisti generale ispettore macchinista, per il corpo sanitario quello di generale ispettore medico, per il Corpo di commissariato militare marittimo quello di generale ispettore commissario e per il corpo delle capitanerie di porto quello di generale ispettore di porto. 
In seguito queste denominazioni di grado furono abolite e sostituite con quelle di ammiraglio d'armata e di ammiraglio di squadra, per effetto della legge 8 giugno 1926 n. 1178, "Organizzazione della Marina", richiamata anche dal Foglio d'ordini n. 168 del 23 luglio 1926. 
Nel 1932 venne istituita la carica di "ammiraglio di squadra designato d'armata", con distintivo, insegna e onori uguali a quelli degli ammiragli d'armata. I dettagli del grado vennero meglio precisati nel 1942. I distintivi di grado degli ammiragli d'armata furono successivamente modificati nel 1934 che divennero corrispondenti ad un giro di bitta, due binari e una greca.
Relativamente ai gradi del personale dei corpi tecnici e logistici i gradi equivalenti ad ammiraglio di squadra, ammiraglio di divisione e contrammiraglio erano rispettivamente generale ispettore, tenente generale e maggior generale.
Il grado di viceammiraglio venne ripristinato nella Repubblica Sociale Italiana e il distintivo di grado era uguale a quello attuale di ammiraglio di divisione della Marina Militare.

Grado di viceammiraglio della Regia Marina (1861-1878)
Grado di viceammiraglio della Regia Marina (1878-1923)
Grado di viceammiraglio d'armata della Regia Marina (1923-1926)
Grado di viceammiraglio di squadra della Regia Marina (1923-1926)
Grado di viceammiraglio della Marina Nazionale Repubblicana

### Regno Unito
Nel Naval Service del Regno Unito il grado di viceadmiral è corrispondente gerarchicamente, e nelle funzioni, a quello di ammiraglio di squadra (come da convenzioni STANAG della NATO) della Marina Militare Italiana. Il grado di viceammiraglio nella Royal Navy  è superiore a quello di retroammiraglio (inglese: rear admiral) e inferiore a quello di ammiraglio (ingl. admiral). Il grado è gerarchicamente equivalente al Tenente generale (lieutenant general) del British Army e dei Royal Marines e al Maresciallo dell'aria (inglese: Air marshal) della Royal Air Force.

#### Storia
La Royal Navy ha avuto vice-ammiragli almeno dal XVI secolo. Quando la flotta era schierata in battaglia, il viceammiraglio si trovava nella parte di testa o di avanguardia. Il grado di Viceammiraglio si è evoluto da quello di Luogotenente dell'Ammiragliato (1546-1564), essendo un ufficiale che fungeva da segretario del Lord Ammiraglio d'Inghilterra e decadde nel 1876 ma venne ripristinato nel 1901 da Re Edoardo VII. Precedentemente al 1864 la Royal Navy era divisa in squadroni colorati che ne determinavano il suo percorso della carriera. La 
White Ensign era la bandiera del White Squadron della Royal Navy, la squadra di centro della flotta britannica e che era deputata al pattugliamento dei mari domestici. Era composta da Croce rossa su campo bianco con una Union Jack nel cantone. Ad essa si collegavano la Red Ensign, della squadra di avanguardia, e la Blue Ensign, della squadra di retroguardia.
Con la evoluzione della marina britannica la White Ensign venne poi utilizzata esclusivamente fino ad oggi dalla marina da guerra, le cui navi sono caratterizzate dal prefisso HMS (Her/His Majesty's Ship, Nave di Sua Maestà) e dal Royal Yacht Squadron, mentre la Red Ensign venne usata dalle navi mercantili e la Blue Ensign dalla riserva navale. Le bandiere sono in uso a tutt'oggi.

L'insegna per paramano dell'uniforme ordinaria invernale della Royal Navy
L'insegna per controspallina dell'uniforme ordinaria estiva della Royal Navy
Bandiera da viceammiraglio

### Stati Uniti
Negli Stati Uniti viceadmiral è un grado della US Navy, della United States Coast Guard dello United States Public Health Service, della National Oceanic and Atmospheric Administration e dello United States Navy Judge Advocate General's Corps. Il grado è gerarchicamente equivalente al lieutenant general dell'United States Army, dell'United States Air Force e dell'United States Marine Corps. 
Il grado di viceammiraglio è superiore a quello di retroammiraglio e inferiore a quello di ammiraglio.
Lo United States Code limita esplicitamente il numero totale di viceammiragli che possono essere in servizio attivo in un dato momento e inoltre, in tempo di pace, i gradi di viceammiraglio e di ammiraglio sono temporanei e legati al loro comando o al loro ufficio specifico e scadono con la scadenza del loro mandato di comando o ufficio.

#### US Navy
Nella US Navy il numero totale di ufficiali di bandiera in servizio attivo è limitato a 162. Per la US Navy, non più del 16,7% degli ufficiali di bandiera in servizio attivo del servizio può avere più di due stelle. Alcuni di questi posti possono essere riservati per statuto. Gli ufficiali che prestano servizio in determinate posizioni di direttore dell'agenzia di difesa come il direttore dell'agenzia di logistica della difesa (DLA), quando ricoperti da un ufficiale di marina, sono viceammiragli. Il sovrintendente dell'Accademia navale degli Stati Uniti è generalmente un viceammiraglio. Il Presidente può anche nominare viceammiragli della Marina in seguito alla rimozione di un numero equivalente di ufficiali a tre stelle da altri servizi. Infine, tutti i limiti statutari possono essere derogati a discrezione del Presidente in tempo di guerra o in casodi emergenza nazionale.

#### US Coast Guard
Nella Guardia costiera degli Stati Uniti per statuto, coloro che ricoprono il grado d viceammiraglio possono essere al massimo cinque e, se ce ne sono cinque, uno deve essere quello di capo di stato maggiore della US Coast Guard.Guardia costiera degli Stati Uniti

#### United States Public Health Service
Per statuto, l'unico ufficiale del Corpo degli ufficiali del servizio sanitario pubblico a detenere il grado di vice ammiraglio è l'ufficiale che presta servizio come chirurgo generale degli Stati Uniti.

#### National Oceanic and Atmospheric Administration Commissioned Corps
Sebbene nel Corpo incaricato dall'amministrazione nazionale oceanica e atmosferica il grado di viceammiraglio esista, il suo utilizzo è raro. Solo due ufficiali del Corpo del NOAA o delle sue organizzazioni antenate, lo United States Coast and Geodetic Survey Corps e lo United States Environmental Science Services Administration Commissioned Officer Corps (ESSA Corps) hanno raggiunto il grado di viceammiraglio. Gli unici a conseguire il grado di viceammiraglio sono stati il retroammiraglio Henry Arnold Karo, dello United States Coast and Geodetic Survey Corps, promosso al grado di viceammiraglio 13 luglio 1965 e il retroammiraglio Michael S. Devany del NOAA, promosso viceammiraglio il 2 gennaio 2014.

#### United States Navy Judge Advocate General's Corps
Nello United States Navy Judge Advocate General's Corps, il Corpo della magistratura militare della Marina, braccio legale della United States Navy e del Corpo dei Marines degli Stati Uniti, la carica di Procuratore Generale della Marina (inglese: Judge Advocate General of the Navy; acronimo: JAGC USN) per statuto può essere ricoperta da un viceammiraglio della Marina o da un tenente generale dei Marines anche se storicamente proviene sempre dalla Marina. La carica di vice comandante (inglese: Deputy Judge Advocate General of the Navy; acronimo: DJAGC USN) è ricoperta da un retroammiraglio.

Distintivo per paramano dell'uniforme ordinaria invernale, controspallina estiva e fregio da colletto della USN
Distintivo per paramano dell'uniforme ordinaria invernale, controspallina estiva e fregio da colletto della USCG.
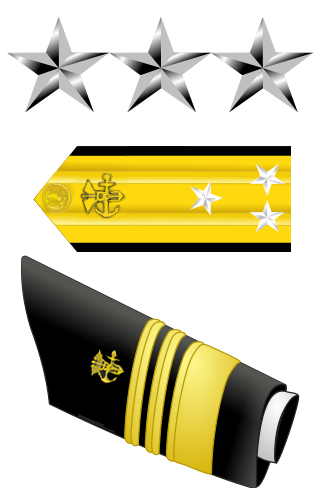
Stelle e la controspallina di un VADM della PHS
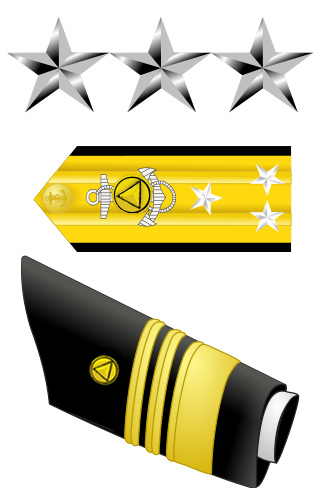
Stelle e la controspallina di un VADM della NOAA
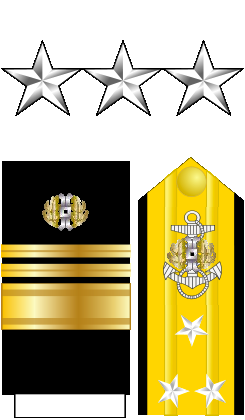
Distintivo per paramano dell'uniforme ordinaria invernale, controspallina estiva e fregio da colletto JAGC USN

Insegna di VADM della US Navy
Insegna di VADM della USCG
Insegna di Surgeon General of the United States
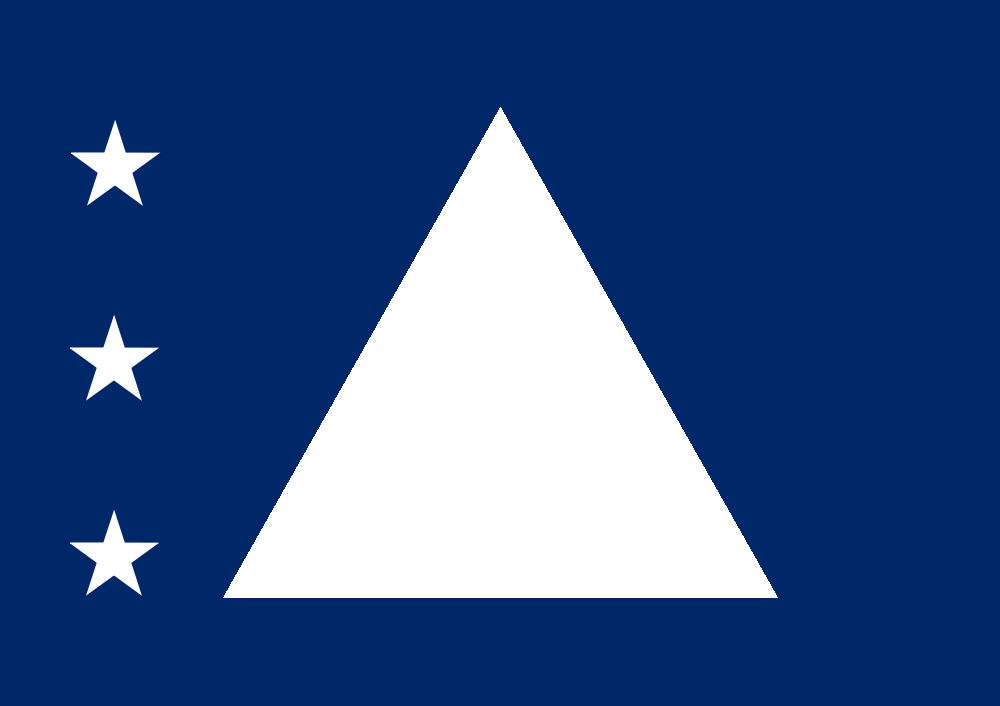
Insegna di VADM del NOAA

### Francia
In Francia il grado di Viceammiraglio è il massimo grado della Marine nationale e corrisponde a quello di ammiraglio di divisione; corrispondono a specifiche funzioni invece Viceammiraglio di squadra (francese: Vice-amiral d'escadre) e ammiraglio, che non sono in entrambi i casi un grado ma una prerogativa, mentre è un titolo onorifico quello di ammiraglio di Francia, o Grande ammiraglio di Francia, che è una dignità di carica equivalente al titolo di maresciallo di Francia, nonostante che non vi sia alcuno che ne sia attualmente investito.
Le funzioni conferite nella Marine nationale a un vice-amiral d'escadre sono generalmente le seguenti:
- direttore del personale militare della Marina (directeur du personnel militaire de la Marine - DPMM)
- ammiraglio comandante la Force d'action navale (ALFAN)
- ammiraglio comandante la forces sous-marines et les force océanique stratégique (ALFOST)
- préfet maritime de l'Atlantique ou de la Méditerranée (CECLANT, CECMED)
- Major général de la Marine (MGM)

Le funzioni generalmente conferite ad un ammiraglio sono quelle di Capo di stato maggiore della Marine Nationale o di capo di stato maggiore delle forze armate nel caso provenga dalla Marine Nationale.

Bandiera di Viceammiraglio
controspallina di Viceammiraglio
controspallina Viceammiraglio di squadra
controspallina di ammiraglio

### Spagna
Nella Armada Española il grado di viceammiraglio (spagnolo: Vicealmirante) è omologo al grado di ammiraglio di divisione della Marina Militare Italiana e al grado di retroammiraglio delle marine anglosassoni e al viceammiraglio della Marine nationale

#### Gradi degli ufficiali di bandiera della Armada Española
| Codice NATO     | OF-10             | OF-9      | OF-8          | OF-7            | OF-6 |
| --------------- | ----------------- | --------- | ------------- | --------------- | ---- |
| Spagna          |                   |           |               |                 |      |
| Capitán general | Almirante general | Almirante | Vicealmirante | Contraalmirante |      |

#### Insegna navale di Almirante

Insegna di Vicealmirante
Insegna di Vicealmirante (Spagna franchista)

### Unione Sovietica e Russia
Nella Marina Imperiale russa il grado corrispondente era quello di "viceammiraglio". Dopo la fine dell'Impero nella Marina Sovietica il grado corrispondente è stato dal 1918 al 1935 quello di Comandante di Squadrone e dal 1935 al 1940 quello di "Ufficiale di bandiera di 1° rango", poi sostituito a partire dal 1940 dal grado di viceammiraglio attualmente in vigore nella Marina della Federazione russa.

### Albania
Nella Marina militare albanese il grado di Viceammiraglio (albanese: nënadmiral) è il secondo grado più alto della gerarchia militare, inferiore ad ammiraglio (albanese: admiral) e superiore a contrammiraglio (albanese: kundëradmiral), ed è omologo al grado di ammiraglio di divisione della Marina Militare Italiana.

## Galleria d'immagini

Nënadmiral Albania
Vicealmirante Argentina
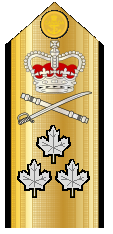
Vice-admiral (francese: Vice-amiral) Royal Canadian Navy
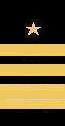
Vicealmirante Armada de Chile
Viceadmiral Croazia
فريق بحري (Fārīq bahri) Egitto
Vizeadmiral Germania
海将 (Kaishō) Kaijō Jieitai
Αντιναύαρχος (Antinavarchos) Grecia
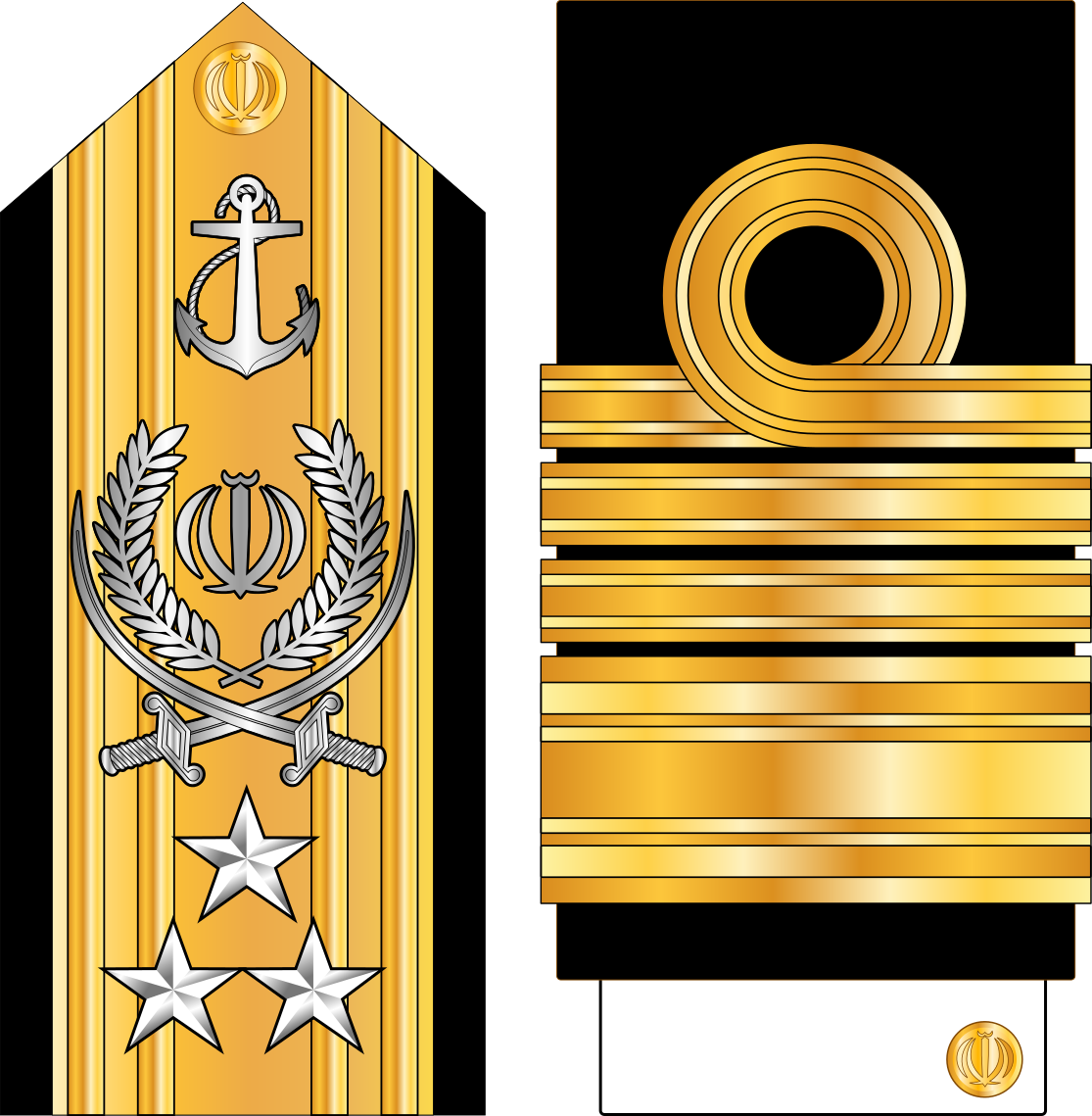
دریاسالار  (Daryasalar) Iran (attuale)
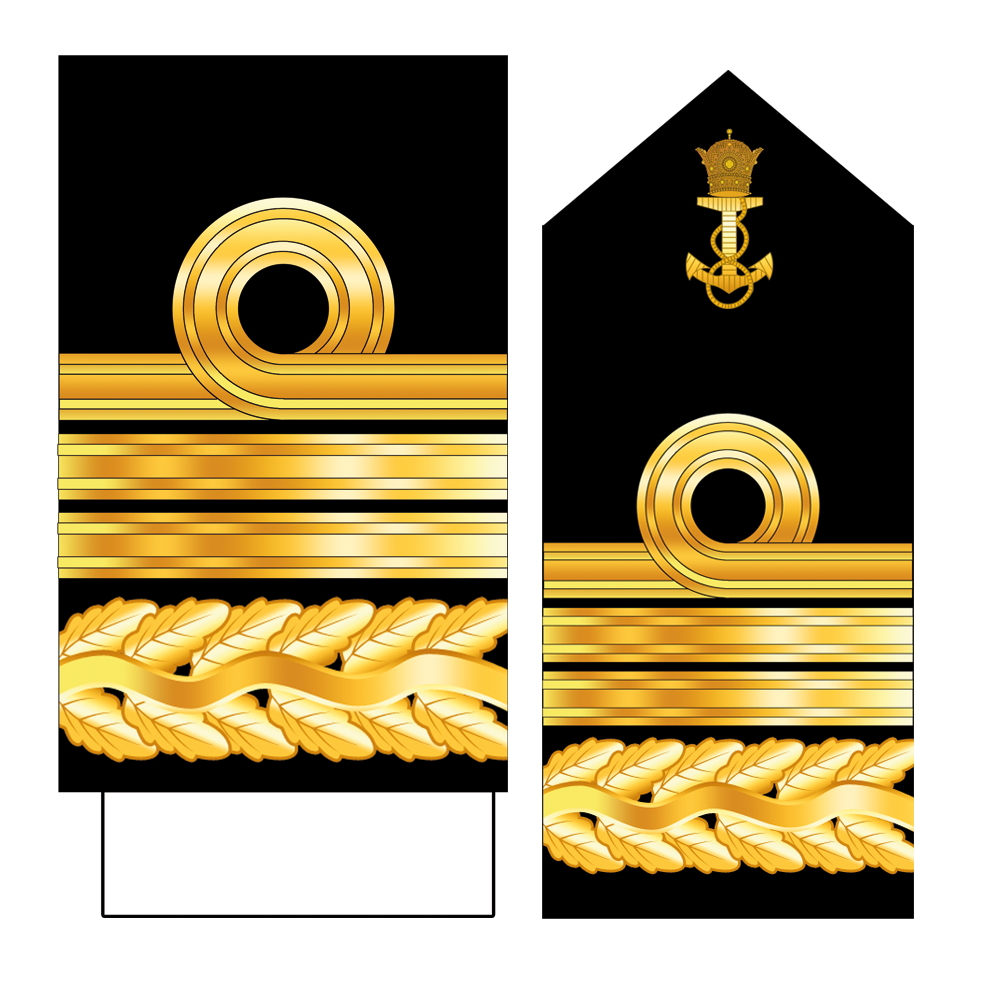
دریاسالار (Daryasalar) Imperial Iranian Navy
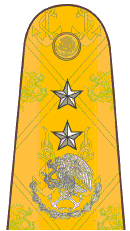
Vicealmirante Armada de México
Vice-Admiraal Olanda
Wiceadmirał Polonia
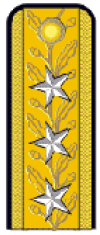
Viceamiral Romania
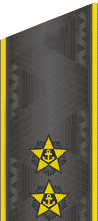
Вице-адмирал (Vice-admiral) Russia
Вице-адмирал (Vice-admiral) Russia - URSS (1955-1994)
Viceamiral Svenska marinen
Koramiral Turchia
Віце-адмірал (Vice-admiral) Ucraina
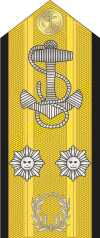
Vicealmirante Armada de Venezuela